# Lincolnshire
Acest articol se referă la Comitatul Lincoln, cel original, care se găsește în Anglia. Pentru alte utilizări ale denominării, vedeți Comitatul Lincoln (dezambiguizare).
Pentru alte sensuri ale numelui Lincoln, vedeți Lincoln (dezambiguizare).
Lincolnshire este un comitat în estul Angliei.

## Orașe
- Alford
- Barton-upon-Humber
- Boston
- Bourne
- Brigg
- Caistor
- Cleethorpes
- Crowle
- Epworth
- Gainsborough
- Grantham
- Horncastle
- Immingham
- Louth
- Mablethorpe
- Market Deeping
- Market Rasen
- North Hykeham
- Scunthorpe
- Skegness
- Sleaford
- Spalding
- Spilsby
- Stamford

1. ↑   http://ons.maps.arcgis.com/home/item.html?id=a79de233ad254a6d9f76298e666abb2b Lipsește sau este vid: |title= (ajutor)